# Hugues VII de Dabo
Hugues VII de Dabo  (†  1089), comte conjoint d'Eguisheim et de Dabo.

## Origine familiale
Hugues VII est le fils d'Henri Ier de la lignée des Etichonides de Nordgau.
Lors de la querelle des investitures contrairement aux évêques de Strasbourg et de Bâle il soutient le parti pontifical ce qui lui vaut la qualification de indefessus miles sancti Petri c'est-à-dire « infatigable soldat de Saint-Pierre ».
Après la déposition du duché de Souabe de l'anti-roi Rodolphe de Rheinfelden il s'oppose à son successeur Frédéric de Hohenstaufen, nommé par l'empereur. Hugues l'emporte d'abord sur Frédéric et sur son frère Otto qui avait été nommé évêque de Strasbourg en 1082. L'évêque assiège ensuite Hugues dans Dabo ce dernier réussit lors d'une sortie à le repousser et même à le chasser de Strasbourg. En 1089 un accord est finalement conclu entre eux. Hugues est invité par l'évêque qui fait assassiner son hôte une nuit par ses hommes.
De son union avec Mathilde de Bar et de Montbéliard, Hugues ne laisse pas d'enfant et son héritage passe à son frère cadet
Albert Ier de Dabo jusqu'alors comte de Moha.

## Sources
- Michel Parisse Noblesse et chevalerie en Lorraine médiévale Publication Université de Nancy II, Nancy 1982  (ISBN 2864801272), « Les Etichonides » p. 89, annexe 27, « Dabo » p. 375.
- Lucien Stiller L'Alsace terre d'histoire Éditions Alsatia, Colmar 1973, réédition 1994.